# .fi
.fi là tên miền Internet cấp cao nhất dành cho quốc gia (ccTLD) của Phần Lan. Nó được điều hành bởi FICORA, Công ty có trách nhiệm điều phối Liên lạc ở Phần Lan.
Ngày 4 tháng 12, 1986 một đơn đăng ký tên miền cấp cao nhất cho Phần Lan đã được gửi tới Nhóm Người dùng Unix Phần Lan từ Tampere. Lá đơn này đã được chấp thuận và cơ quan chức năng của TLD.fi đã ủy quyền cho Đại học Kỹ thuật Tampere. Sau đó cơ quan chức năng đã chuyển quyền qua đầu tiền là FICIX, sau đó đến FICORA.
Trong quá khức FICORA đã quản lý tên miền.fi rất chặt chẽ. Tên miền chỉ được cấp cho tên công ty hoặc công ty sở hữu thương hiệu. Chính sách này dẫn tới việc các công ty Phần Lan nộp đơn xin tên miền dưới những tên miền khác. Chính sách này đã thay đổi vào ngày 1 tháng 9 năm 2003.
Trang web sử dụng tên miền.fi một thời nổi tiếng nhất trong các người dùng Internet không phải Phần Lan là Penet remailer (anon.penet.fi), một máy chủ hoạt động cá nhân cho phép người dùng gửi e-mail và tin nhắn Usenet nặc danh vào đầu thập niêm 1990.
Ngày 1 tháng 9 năm 2005, tên miền .fi đã có thể chứa các ký tự Scandinavi (ä, å, ö), mặc dù chúng không được khuyến khích dùng như tên miền chính. Từ ngày 1 tháng 3 năm 2006, những người dùng cá nhân cũng có thể nộp đơn xin tên miền. Một vài sự giới hạn vẫn còn áp dụng, nhưng tên công ty hoặc thương hiệu chỉ có thể nộp đơn cho công ty liên quan.